# 복녀 (드라마)
《복녀》는 1974년 5월 27일부터 1974년 10월 25일까지 MBC에서 방영된 일일연속극이다.

## 줄거리
고려 말부터 조선 후기까지 자식을 낳지 못한 후궁들이 유폐되어 일생을 보냈던 정업원 별채를 중심으로 펼쳐지는 드라마이다.

## 등장 인물
- 지자혜 : 복녀 역
- 유인촌
- 최불암
- 정애란
- 김무생
- 정혜선
- 김정연
- 김수미
- 엄유신 : 경빈마마 역